# محمود كالاري
محمود كالاري (بالفارسية: محمود کلاری) (و. 1951 – م) هو مصور سينمائي، ومصور، ومخرج سينمائي، وكاتب سيناريو من إيران. ولد في طهران.

## وصلات خارجية
- محمود كالاري على موقع IMDb (الإنجليزية)
- محمود كالاري على موقع قاعدة بيانات الأفلام العربية
- محمود كالاري على موقع ألو سيني (الفرنسية)
- محمود كالاري على موقع ألو سيني (الفرنسية)
- محمود كالاري على موقع أول موفي (الإنجليزية)
- محمود كالاري على موقع قاعدة بيانات الأفلام السويدية (السويدية)
- محمود كالاري على موقع قاعدة بيانات الفيلم (الإنجليزية)
- محمود كالاري على موقع كينوبويسك (الروسية)